# Ader (elektriciteit)
Een ader is een elektrisch geleidende draad of streng getwijnde draden (meestal van koper) in een isolerende mantel die deel uitmaakt van een kabel met twee of meer aders.
Voorkomen:
- Een tweeaderige kabel
- De binnenader van een coaxiale kabel